# Crassula pruinosa
Crassula pruinosa (лат.) — вид суккулентных растений рода Толстянка (Crassula) семейства Толстянковые (Crassulaceae), аборигенный вид для территории Капской провинции Южно-Африканской Республики.

## Ботаническое описание
Кустарник высотой до 20 см, сильно разветвленный, с возрастом ветви приобретают гладкую кору, а старые листья некоторое время остаются на стеблях. 
Листья супротивные, ланцетные или линейно-ланцетные, 4–12 штук, острые, густо покрыты удлиненными прижатыми трихомами. Цвет листьев может варьироваться от серо-зелёного до серовато-коричневого. 
Соцветие представляет собой плосковершинный тирс с одним или несколькими дихазиями, содержащими сидячие или почти сидячие цветки. Чашечка имеет узкотреугольные доли, покрытые прижатыми трихомами, окрашенные от зелёного до коричневого. Венчик трубчатый, белого или кремового цвета, с обратноланцетными долями, имеющими выступающий субтерминальный придаток, загнутые назад. Тычинки с темно-коричневыми пыльниками. 
Период цветения приходится на ноябрь–январь.

## Распространение и экология
Этот вид ограничен крайним юго-западом Капской провинции, в основном северными частями Капского полуострова, но также отмечен в нескольких местах вблизи Парла и Стелленбоса. Он обычно растёт на обнажениях скал, особенно на вершинах скал, и выходах скал.

## Таксономия
Crassula pruinosa L., первое упоминание в Mant. Pl. 1: 60 (1767).

### Синонимы
Гетеротипные (основанные на разных номенклатурных типах):
- Crassula squamulosa Willd.